# Foucaultovo nihalo (roman)
 Foucaultovo nihalo ali tudi Foucaultevo nihalo (izvirno italijansko Il pendolo di Foucault) je roman Umberta Eca, ki je prvič izšel leta 1988 pri založbi Bompiani. Slovenski prevod Vasje Bratina je izšel leta 2005 pri založbi Mladinska knjiga (COBISS).

## Vsebina romana
Roman drži bralca v stalni napetosti z množico informacij o raznih tajnih društvih, družbah in institucijah. Dogajanja se zapletajo in razpletajo v ozadju pa je vedno neka aktivnost ali dogodek povezan z društvi kot so:
- Templjarji,
- Rožnokrižarji,
- Prostozidarji,
- Iluminati,
- Gnostiki,
- Sionski modreci,
- Kabalisti,
- Asasenidi - iz Alamuta,
- Katari in Jezuiti.